# Philogenia
Philogenia – rodzaj ważek z rodziny Philogeniidae; do 2013 roku zaliczany był do Megapodagrionidae.

## Podział systematyczny
Do rodzaju Philogenia należą następujące gatunki:

- Philogenia augusti Calvert, 1924
- Philogenia berenice Higgins, 1901
- Philogenia boliviana Bick & Bick, 1988
- Philogenia buenavista Bick & Bick, 1988
- Philogenia carrillica Calvert, 1907
- Philogenia cassandra Hagen in Selys, 1862
- Philogenia championi Calvert, 1901
- Philogenia compressa Dunkle, 1990
- Philogenia cristalina Calvert, 1924
- Philogenia ebona Dunkle, 1986
- Philogenia elisabeta Calvert, 1924
- Philogenia expansa Calvert, 1924
- Philogenia ferox Rácenis, 1959
- Philogenia gaiae Vilela & Cordero-Rivera, 2019
- Philogenia helena Hagen, 1869
- Philogenia iquita Dunkle, 1990
- Philogenia lankesteri Calvert, 1924
- Philogenia leonora Westfall & Cumming, 1956
- Philogenia macuma Dunkle, 1986
- Philogenia mangosisa Bick & Bick, 1988
- Philogenia margarita Selys, 1862
- Philogenia marinasilva Machado, 2010
- Philogenia martae Bota-Sierra, 2017
- Philogenia minteri Dunkle, 1986
- Philogenia monotis (Kennedy, 1941)
- Philogenia nemesioi Machado, 2013
- Philogenia peacocki Brooks, 1989
- Philogenia peruviana Bick & Bick, 1988
- Philogenia polyxena Calvert, 1924
- Philogenia raphaella Selys, 1886
- Philogenia realpei Cano-Cobos & Bota-Sierra, 2023
- Philogenia redunca Cook, 1989
- Philogenia schmidti Ris, 1918
- Philogenia silvarum Ris, 1918
- Philogenia strigilis Donnelly, 1989
- Philogenia sucra Dunkle, 1986
- Philogenia terraba Calvert, 1907
- Philogenia umbrosa Ris, 1918
- Philogenia zeteki Westfall & Cumming, 1956